# Унгени – Кишинів
Унгени — Кишинів — газопровід, який забезпечив подачу до столиці Республіки Молдова ресурсу, імпортованого через Румунію.
У 2014 році став до ладу 500-мм інтерконектор Ясси — Унгени, який надав можливість здійснювати імпорт із газотранспортної системи Румунії. Утім, певний час через нього здійснювалися лише обмежені поставки, оскільки необхідний для подальшого транспортування блакитного палива до Кишинева газопровід ввели в дію лише у 2020 році (він став вже 4-м трубопроводом до столиці Молдови після Одеса – Кишинів, Олишкань — Кишинів та Токуз — Мерень). Довжина траси Унгени — Кишинів становить довжиною 110 км, діаметр використаних труб — 600 мм.
Проєкт реалізували за участі Європейського Союзу, який виділив грант у 7 млн євро при загальній вартості будівництва 26 млн євро.
Наразі великими споживачами блакитного палива в столиці Молдови є ТЕЦ № 1 та ТЕЦ № 2.
Також можливо відзначити, що для подачі ресурсу від Унген на північ країни планується прокласти нову нитку на маршруті Унгени — Бельці.